# Polinomios de Boas-Buck
En matemáticas, los polinomios de Boas-Buck son sucesiones polinómicas Φ(r)
n(x) dadas por las funciones generadoras de la forma
{\displaystyle \displaystyle C(zt^{r}B(t))=\sum _{n\geq 0}\Phi _{n}^{(r)}(z)t^{n}}.
El caso para r=1, también llamado polinomios de Appell generalizados, fue estudiado por R. P. Boas y R. C. Buck en 1958.